# Vladimír Filo
Vladimír Filo (15 tháng 1 năm 1940 tại Gáň - 18 tháng 8 năm 2015 tại Nitra) là một giám mục người Slovakia của Giáo hội Công giáo.

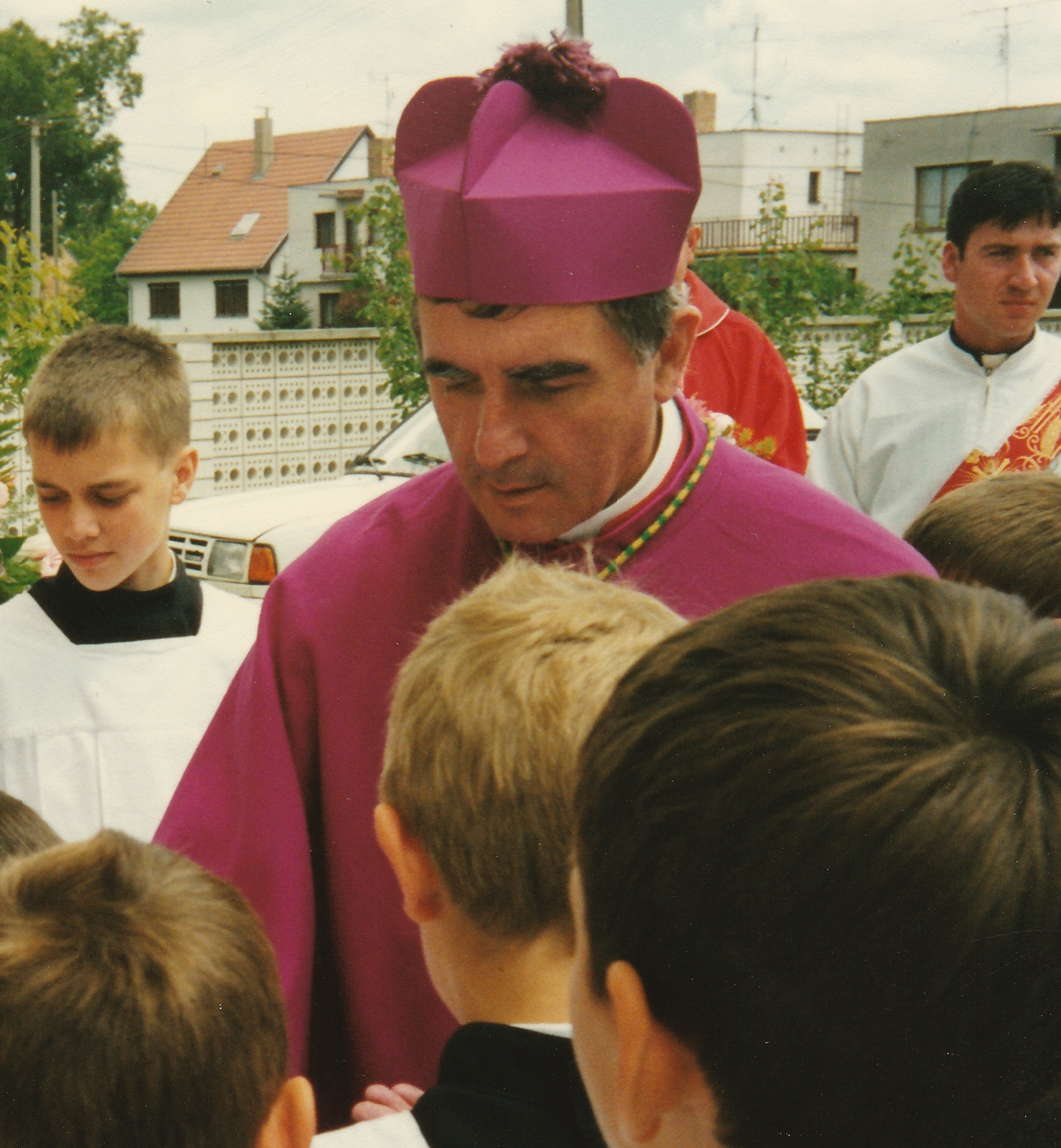
Giám mục Vladimír Filo năm 1997

## Cuộc đời
Vladimír Filo học tại Khoa Thần học Cyril và Methodius của Công giáo La mã ở Bratislava. Ông làm tuyên úy ở Senec, Trnava, Kolárov và Nové Zámky. Năm 1966, ông làm việc tại Văn phòng Giám mục ở Trnava. Năm 1968, ông được cử đi học ở Rôma. Từ năm 1976, ông là quản xứ Veľký Cetín. 
Vladimír Filo được thụ phong linh mục vào năm 1962. Năm 1990, linh mục Vladimír Filo được bổ nhiệm làm giám mục phụ tá của Tổng giáo phận Trnava, Slovakia. Ông được tấn phong giám mục vào ngày 16 tháng 4 năm 1990. Năm 2002, Filo được bổ nhiệm làm giám mục phụ tá của Giáo phận Rožňava, Slovakia và sau đó kế nhiệm làm giám mục chính tòa Giáo phận Rožňava vào năm 2008. Giám mục Vladimír Filo nghỉ hưu vào năm 2015.